# Гольцкірхен (Нижня Франконія)
Гольцкірхен (нім. Holzkirchen) — громада в Німеччині, розташована в землі Баварія. Підпорядковується адміністративному округу Нижня Франконія. Входить до складу району Вюрцбург. Складова частина об'єднання громад Гельмштадт.
Площа — 8,42 км2. Населення становить 961 ос. (станом на 31 грудня 2020).

## Галерея

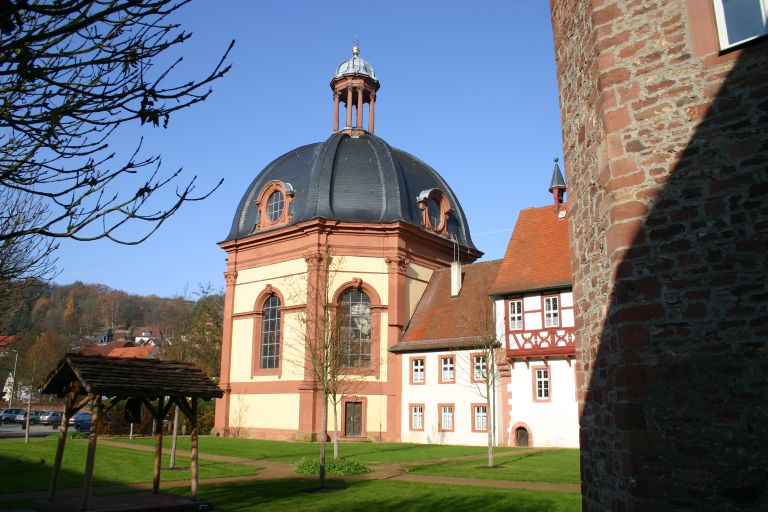